# Bupalus funebris
Bupalus funebris là một loài bướm đêm trong họ Geometridae.